# أنطوان شميت
أنطوان شميت (بالفرنسية: Antoine Schmitt)‏ هو فنان فرنسي، ولد في 1961 في ستراسبورغ في فرنسا.

## وصلات خارجية
- أنطوان شميت على موقع ميوزك برينز (الإنجليزية)